# Міжнародний інститут трудових і соціальних відносин
Міжнародний інститут трудових і соціальних відносин (МІТСВ) — недержавна установа вищої освіти Республіки Білорусь. Він заснований 26 лютого 1992 року. Засновником МІТСВ є найбільш велика і авторитетна громадська організація країни — Федерація профспілок Білорусі (ФПБ). Будучи правонаступником Вищої школи профспілкового руху, створеної в 1930 році, МІТСВ готує висококваліфікованих економістів, управлінців, юристів, а також профспілкові кадри.
Навчання лише платна. Щорічно навчається в середньому понад 3000 студентів та 2500 слухачів ФПК із числа керівників та фахівців профспілкових організацій. У навчальному процесі бере участь висококваліфікований професорсько-викладацький склад у кількості понад 300 чоловік, з яких половина мають вчені ступені і звання. В інституті є хороша нормативна база. 
Для вступу до МІТСВ необхідно успішно здати централізоване тестування.

## Факультети
В інституті працює 4 факультети:
- Економічний факультет
- Юридичний факультет
- Факультет довузівської підготовки
- Факультет соціального партнерства та перепідготовки кадрів

Президентом Республіки Білорусь 12 липня 2005 був підписаний указ № 319, який зрівняв у правах МІТСВ з державними ВНЗ країни.

## Філії
Інститут має дві філії в Республіці Білорусь. Філії знаходяться у Вітебську і Гомелі.